# カリド・アスクリ
カリド・アスクリ（アラビア語: خالد العسكري, ラテン文字転写: Khalid Askri, 1981年3月20日 - ）は、モロッコ・ミシュール出身の同国代表サッカー選手。FARラバトには12年間在籍をした。

## 経歴
FARラバトの下部組織を経て、12年間所属していたが、2010年9月の試合でPKを止めたはずが観客へアピールしているのが原因でそのままゴールしてしまい、その翌月には今度は無人のゴール前にバックパスをしてしまいボールはそのままゴールへ。このオウンゴールにショックを受けたアスカリはユニフォームを脱いで脱走、試合放棄してしまい、一時は引退宣言まで飛び出した。結局引退は撤回したが、翌年はシャバーブ・リフ・アル・ホセイマへレンタルながら放出された。2012年からラジャ・カサブランカへレンタル移籍（翌2013年に完全移籍）、2013年のクラブワールドカップで、スーパーセーブを連発し、モロッコ代表に招集された。

## 所属クラブ
- FARラバト 1998-2012
  - → シャバーブ・リフ・アル・ホセイマ(loan) 2011
  - → ラジャ・カサブランカ(loan) 2012
- ラジャ・カサブランカ 2013-2015
- ディファー・アル・ジャディーダ 2015-2016
- カウカブ・マラケシュ 2016
- オリンピック・フリブガ 2016-2017